# 京王動物園線

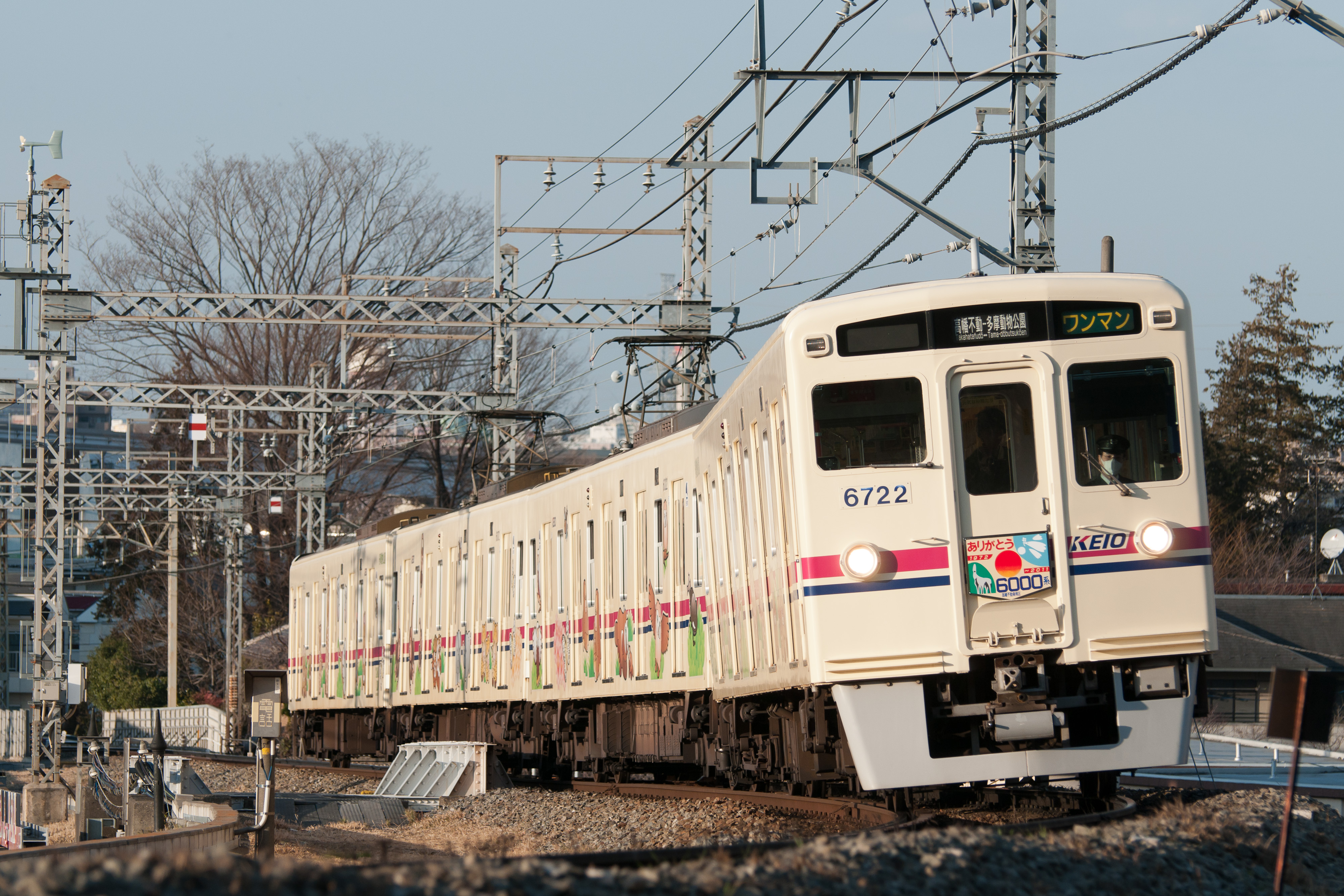
動物園線専用車
初代「TAMA ZOO TRAIN」6000系6022F（2011年2月）

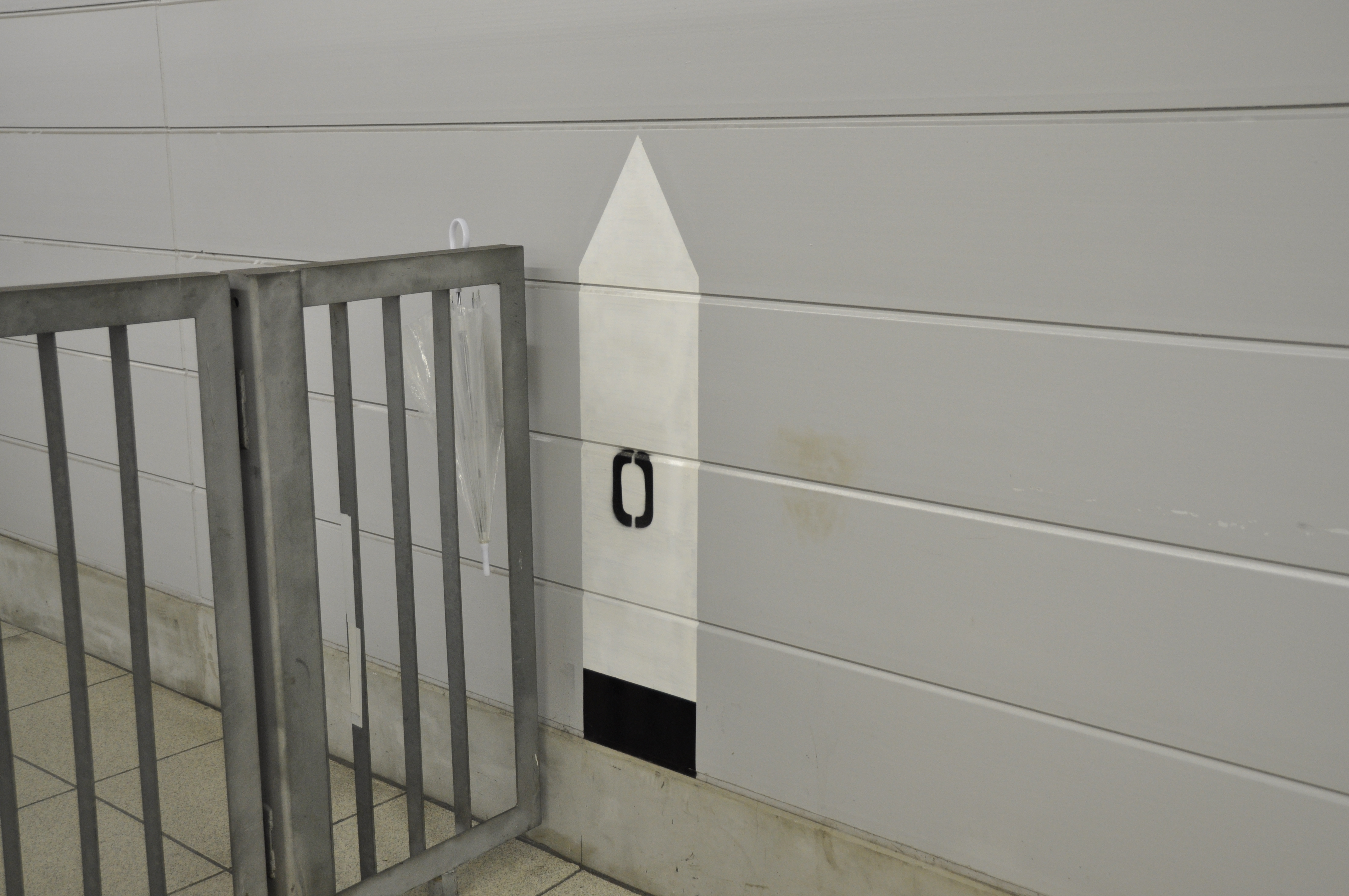
高幡不動駅1番線にある0キロポスト（2009年11月、高幡不動駅にて）

動物園線（どうぶつえんせん）は、高幡不動駅から多摩動物公園駅までを結ぶ京王電鉄の鉄道路線である。全線が東京都日野市内を走行する。駅ナンバリングで使われる路線記号はKO。

## 概要
1964年（昭和39年）4月29日に開業。1960年（昭和35年）に開設された東京都立多摩動物公園へのアクセス路線である。また1961年（昭和36年）には多摩動物公園駅に近い丘陵地に、本田技研工業の子会社である株式会社モータースポーツランド（閉園時の社名はモビリティランド）が開設したモータースポーツセンター兼遊園地「多摩テック」が開業しており、当路線は開業時から観光・レジャー輸送が主体となった。さらに多摩動物公園駅近くには、動物園線が開業した1964年（昭和39年）に明星大学日野キャンパスが開設、1977年（昭和52年）には同大学隣接地に中央大学が多摩キャンパスを設置して駿河台キャンパスから機能を徐々に全面移転することに踏み切った。これにより、動物園線は両大学への主要通学手段ともなり、特に中央大学多摩キャンパスへの大学機能移転が進んだ1970年代後半には大幅に利用者が増えた。
しかし、2000年（平成12年）に多摩都市モノレール線が多摩センター駅まで延伸開業。動物園線と並行する上に、多摩動物公園駅の南側に両大学の最寄駅として中央大学・明星大学駅が開業して以来、利用客が激減した。さらに2009年（平成21年）には多摩テックが閉園したことで、レジャー需要も下落。そのため、2010年代からは京王電鉄が自ら沿線での観光開発を進めており、多摩動物公園駅前にて観光施設を運営している。同駅構内の展示施設として2000年（平成12年）3月24日に開業した「京王れーるランド」を、2013年（平成25年）10月10日に「京王の電車・バス100周年記念事業」の一環として全面リニューアルオープンした。2018年（平成30年）3月18日には子供向け遊戯施設「京王あそびの森 HUGHUG（ハグハグ）」。これに合わせて同施設と「京王れーるランド」、都立多摩動物公園を合わせた駅周辺エリアの名称を「キッズパークたまどう」に決定した。また同年10月11日には「京王れーるランド アネックス」がオープンした（施設の詳細は「京王れーるランド」を参照）。
なお、高幡不動駅 - 多摩動物公園駅間の列車運行本数はモノレールの方が多いが、運賃は京王電鉄の方が安い。また京王線沿線から多摩動物公園へ行く場合は、動物園線の方が運賃・所要時間の点で有利である。一方、多摩動物公園駅では連絡運輸が設定されていないため、モノレールとの連絡定期券を用いる場合は高幡不動駅が接続駅となる。
現在は単線で1区間の運行であるが、開業当初から動物園の多客対応のため複線分の用地が確保されている。過去には多摩ニュータウン新線（現在の京王相模原線）建設計画に際し、京王多摩川駅からの延伸案、聖蹟桜ヶ丘駅からの延伸案とともに、多摩動物公園駅からの延伸案が検討された。しかし高幡不動駅でスイッチバックになり、急曲線・急勾配の連続になることから必要な輸送力の確保が困難なこと、また多摩ニュータウンの東側をカバーできないことから、早い時期に選択肢から外れた（「京王相模原線#多摩ニュータウンへの延伸」も参照）。

### 路線データ
- 路線距離：2.0 km
- 軌間：1372 mm
- 駅数：2駅（起終点駅含む。途中駅なし）
- 複線区間：なし（全線単線）
- 電化区間：全線（直流1500 V）
- 保安装置：京王ATC、速度制御式
- 最高速度：70 km/h[2]
- 建設費用：約2億6,400万円[1]（用地費は除く）

## 歴史
- 1963年（昭和38年）10月 - 建設工事着工[1]。翌年のゴールデンウィーク休日に間に合わせるため、突貫工事が行われた[1]。
- 1964年（昭和39年）4月29日 - 開業[11]。
- 1969年（昭和44年）9月28日 - 当線と競馬場線で使用されていた220系が、ATS導入に伴い運用終了。
- 1996年（平成8年）12月1日 - 動物園線で使用されていた初代5000系が「さよなら運転」を行う。これにより初代5000系は営業運転を終了。以降は6000系での運行となる。
- 2000年（平成12年）10月20日 - ワンマン運転を開始。
- 2002年（平成14年）3月23日 - 6000系6722Fに動物イラストのラッピングを施した「TAMA ZOO TRAIN」が運行開始[11][12][13]。
- 2004年（平成16年）10月9日 - 臨時列車「鉄道フェスティバルトレイン号」が、多摩動物公園駅から都営新宿線大島駅まで（神保町駅で三田線の臨時列車に接続）運転される予定だったが、台風22号の影響で中止となる。
- 2006年（平成18年）9月1日 - ダイヤ改正。京王線経由で都営新宿線との相互直通運転が開始。
- 2008年（平成20年）8月9日 - 大島駅から多摩動物公園駅行きの臨時列車が運行。
- 2011年（平成23年）
  - 3月13日 - この日の午前中限りで6000系が営業運転を終了[14]。以降は7000系での運行となる。東日本大震災の影響で都営新宿線との直通運転を休止。
  - 3月28日 - 7000系7801Fが2代目「Tama zoo Train」に就役[15]。
  - 7月1日 - 東日本大震災による節電ダイヤ実施で、京王線との直通運転を休止。
  - 9月23日 - 休日ダイヤに限り京王線との直通運転を再開。
  - 10月2日 - ATCの使用を開始。
- 2013年（平成25年）
  - 2月22日 - ダイヤ改定により、土曜・休日ダイヤの多摩動物公園駅発の急行新宿行きが廃止（新宿発の急行多摩動物公園行きは残存）。
  - 10月10日 - 京王れーるランドのリニューアルオープンと多摩動物公園駅の改装工事竣工に伴い、多摩動物公園駅に「京王れーるランド」の副駅名を導入。
- 2015年（平成27年）3月22日 - 2代目「Tama zoo Train」の内装を更新し「新Tama zoo Train」として運行開始[16]。
- 2018年（平成30年）3月7日 - 多摩動物公園駅隣接地に「京王あそびの森 HUGHUG（ハグハグ）」がオープン（13日）することに伴い、「Tama zoo Train」の外装ラッピングを更新して運行開始[7]。
- 2020年（令和2年）2月22日 - ダイヤ改正により、都営新宿線との相互直通運転を再開。土曜・休日ダイヤの急行新宿発多摩動物公園行きを廃止、都営車による急行本八幡発多摩動物公園行き（都営地下鉄線内も急行）を新設。
- 2021年（令和3年）3月13日 - ダイヤ改正により、定期列車としての京王線直通列車、都営新宿線直通列車の設定が無くなる。また、定期列車としての車両が原則として7000系4両編成に統一される。
- 2022年（令和4年）12月11日 - 川崎街道を跨ぐ三沢架道橋の架け替え工事のため終日運休[17]。

## 運転
基本的に平日・土休日を含め全列車が4両編成で運転される。平日日中はワンマン運転列車が1時間に3本運転され、土休日日中は1時間に5本、ワンマン運転列車と車掌が乗務するツーマン運転列車が交互に運転される。高幡不動駅ではワンマン運転列車・ツーマン運転列車ともに1番線に入線するが、多摩動物公園駅ではワンマン運転列車は2番線、ツーマン運転列車は1番線に入線する。現行のダイヤでは平日に多摩動物公園駅1番線に入線する定期営業列車は無いため、平日日中には10両編成のレール磨き列車が運転され、多摩動物公園駅の1番線に入線する。
2021年（令和3年）3月13日以降、車両はワンマン改造された7000系（4両編成 7801Fと7802F）が使用される。土休日の一部列車は7802Fや、ワンマン改造されていない他の7000系がツーマン運転が運転される。ごく稀に7801Fもツーマン運転を行うことがある。2022年（令和4年）以降は10両編成である5000系がゴールデンウィークの多客対応のため線内折り返しで運転されるほか、多摩動物公園駅周辺の施設でのイベント開催時における臨時列車として新宿駅方面から直通運転される。2024年（令和6年）のゴールデンウィークには9000系の8両編成と、7000系の2両編成を繋いだ10両編成が多客対応のため線内折り返しで運転された。2021年（令和3年）3月13日のダイヤ改正までは平日の朝の1本で8両編成が、土曜・休日の朝と日中の一部の列車で7000系・8000系・9000系・5000系の10両編成が高幡不動 - 多摩動物公園間をツーマン運転で往復していた。
2019年（平成31年）2月22日改正のダイヤでは通年で土曜・休日に京王線新宿発多摩動物公園行きの急行が1本、2020年（令和2年）2月22日改正のダイヤではこれに代わって土曜・休日に都営新宿線本八幡発の急行（全区間急行）が運転されていたが、2021年（令和3年）3月13日のダイヤ改正で廃止され、京王線と直通する定期列車の運行は休止された（ただし停車駅表ではこれ以降も急行の設定が残っている）。かつては、平日にも新宿発の急行が1本設定されていたほか、土曜・休日には都営新宿線本八幡発の急行（新宿線内各駅停車）が1本、新宿行きの急行が3本設定されていた。
2019年（平成31年）の令和元年東日本台風（台風19号）の影響で同年10月12日から運休となり、土砂流入が発生したため、運転再開は16日となったが、再開後も対策工事のため、11月7日までは早朝の一部と22時から終電までの運転を休止していた。
過去には、東日本大震災の発生前の土休日には新宿発着の京王線直通急行も運行していたが、震災後の節電ダイヤで一時的に設定がなくなり、節電ダイヤ解除後は休日ダイヤのみ運転したが、2023年2月22日のダイヤ改正では下り急行のみの運転となった。

## 車両
- 現行車両
  - 7000系 - 動物園線の定期営業列車はこの形式のみで運行される。原則としてワンマン改造された4両編成（7801Fおよび7802F）のみが使用される。土休日は7803Fをはじめワンマン改造されていない4両編成のほか、ごく稀に2両編成同士を2本繋げた4両編成が使用されることもある。かつては土休日の朝と日中の一部列車に10両固定編成または4両編成と6両編成や2両編成と8両編成を繋げた10両編成が充当されていたこともあった。
  - 5000系（2代目） - 2022年（令和4年）以降はゴールデンウィークでの多客対応のための増発や、イベント開催時の臨時列車として入線している。2021年（令和3年）3月11日までは土休日の朝と日中の一部列車に充当され、臨時座席指定列車「キッズパークたまどう号」でも運行されたほか、2023年（令和5年）10月8日には京王れーるランドのリニューアルオープン10周年を記念してイベント列車が新宿駅から多摩動物公園駅まで運転された[23]。
  - 9000系 - 2021年（令和3年）3月11日まで土休日の朝と日中の一部列車に10両編成が、平日朝の一部列車に8両編成が充当されていた。現在も平日日中にレール磨きのため定期的に入線することがあり、また2024年（令和6年）のゴールデンウィークには5000系（2代目）と同様、多客対応のため9000系の8両編成に7000系の2両編成を繋げた10両編成が運行されている。
- 過去の車両
  - 220系 - 1500V昇圧改造を行なった14m中型車2両編成。1969年（昭和44年）9月28日まで。
  - 5000系（初代） - 1996年（平成8年）12月1日まで。
  - 6000系 - 2011年（平成23年）3月13日まで。
  - 8000系 - 2021年（令和3年）3月11日まで土休日の朝と日中の一部列車に10両編成が、平日朝の一部列車に8両編成が充当されていた。現在も平日日中にレール磨きのため定期的に入線することがある。
  - 10-300形 - 2021年（令和3年）3月11日まで土休日朝の本八幡発急行多摩動物公園行き1本とその折り返しの多摩動物公園発各駅停車高幡不動行き1本に10両編成が充当されていた。8両編成は、臨時営業列車での入線実績がある。

### 専用編成
2002年（平成14年）から動物のイラストを車体にあしらい、中吊り広告も多摩動物公園関連のみの専用編成が運行されている。
初代
初代「TAMA ZOO TRAIN」として、6000系6722F（5扉車）が使用されていた。2011年（平成23年）3月13日をもって営業運転を終了、これにより6000系は全車とも旅客営業運転を終了した。6000系では「さよなら運転」は行わなかった。同年2月27日に多摩動物公園駅で「6000系ありがとうフェスタ」を開催し、初代「TAMA ZOO TRAIN」の展示、撮影会や写真集・記念乗車券・グッズの販売などが行われた。
2代目
後継の7000系は、しばらく専用装飾を施さない状態で運行されていたが、2011年（平成23年）3月28日より7000系7801Fが2代目専用車両に就役した。7801Fにも車体側面に動物のイラストがラッピングされたが、イラストは初代「TAMA ZOO TRAIN」の6722Fとは異なっていた。表記が大文字から小文字に変更され「Tama zoo Train」となる。当初は車内装飾はなかったが、2015年（平成27年）の車両更新の際に内装にも装飾を施し、動物や「けい太くん」のイラストを追加して、同年3月22日より運行開始した。
2018年（平成30年）3月13日の「京王あそびの森 HUGHUG」開業に合わせ、7801Fの専用装飾を「キッズパークたまどう」ラッピングに更新。「キッズパークたまどうとれいん」ヘッドマークも装着された。

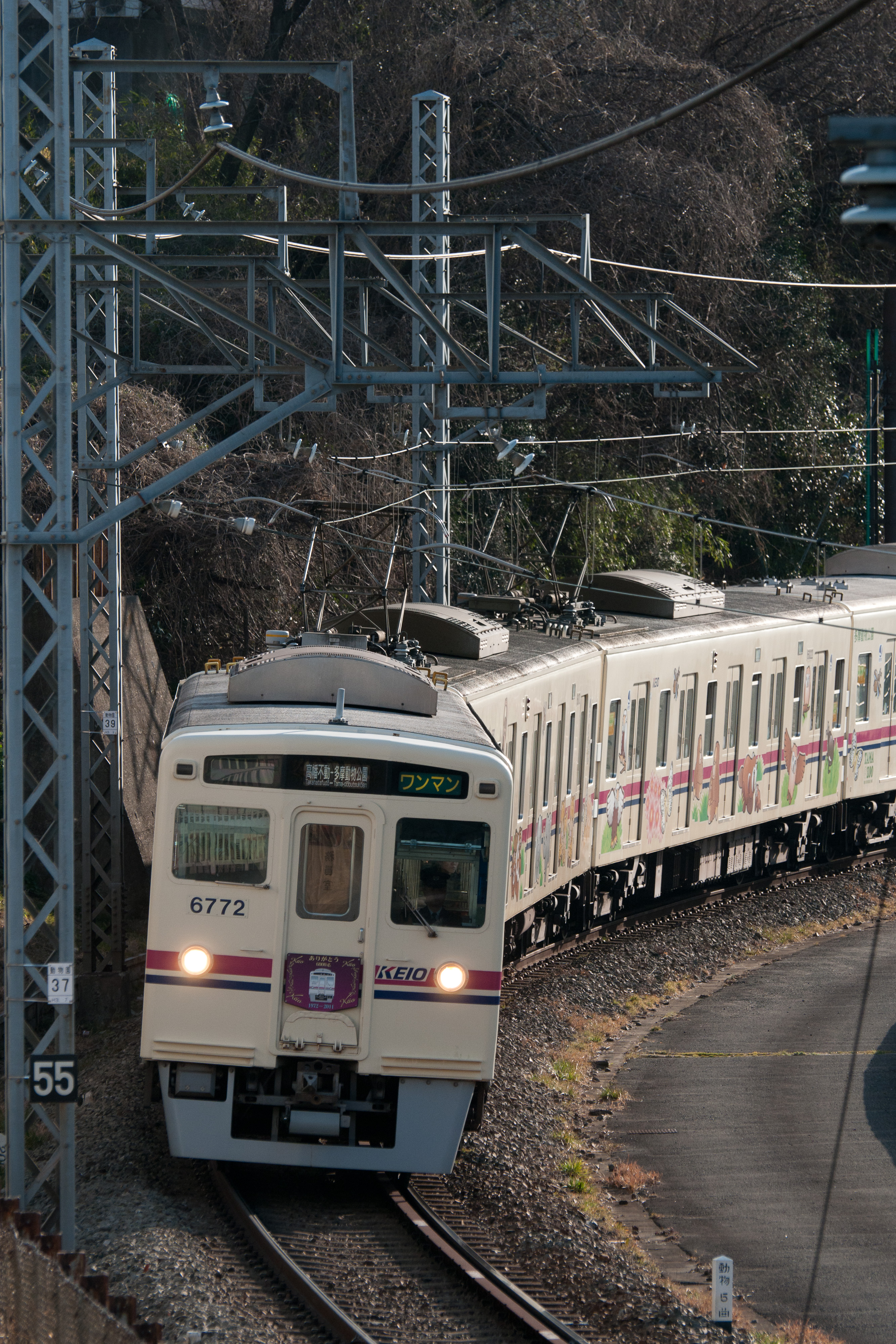
初代「TAMA ZOO TRAIN」 「ありがとう6000系」ヘッドマークを装着する 6000系6722F（2011年2月）
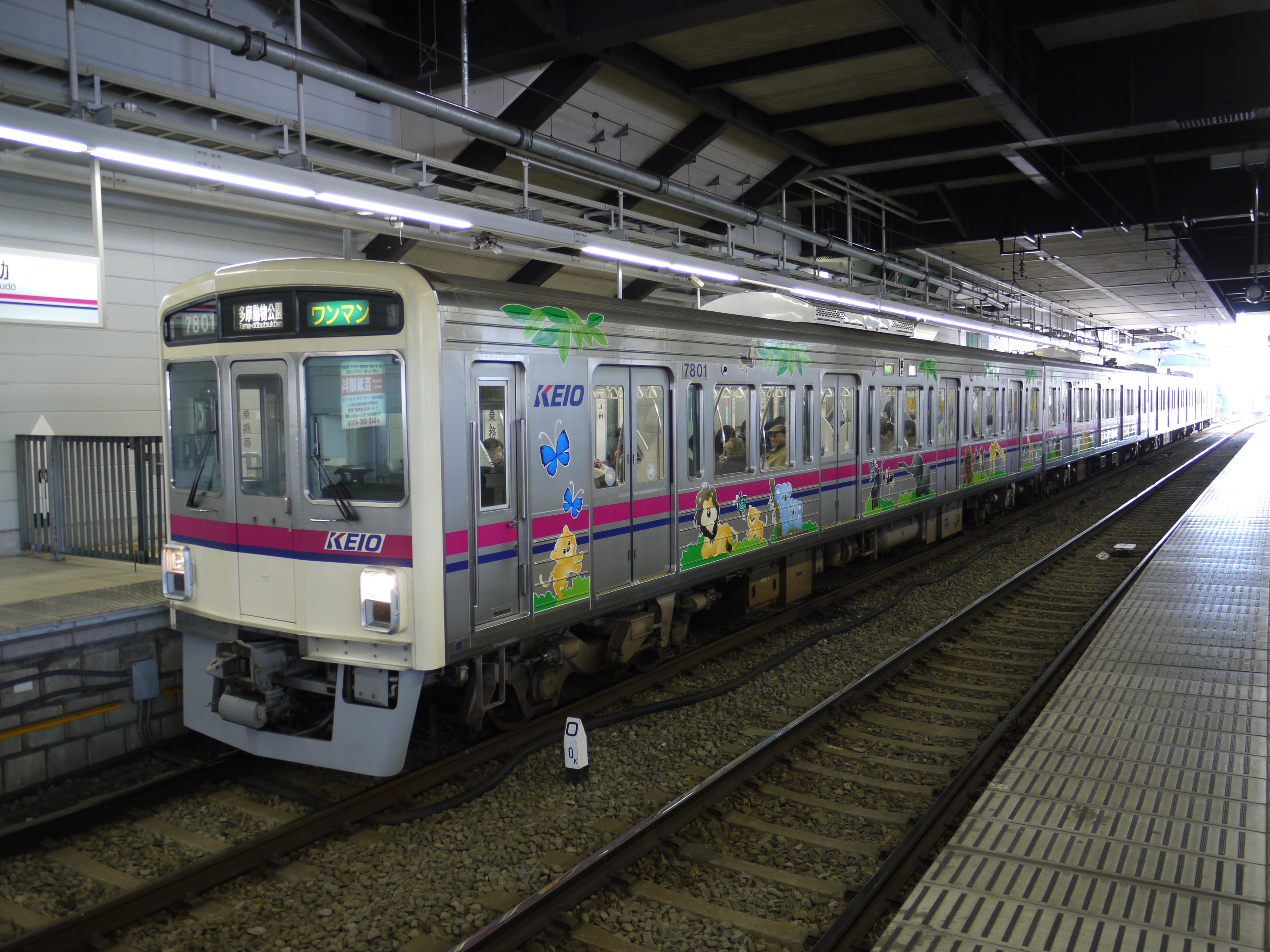
2代目「Tama zoo Train」 7000系7801F（2013年、高幡不動駅にて）
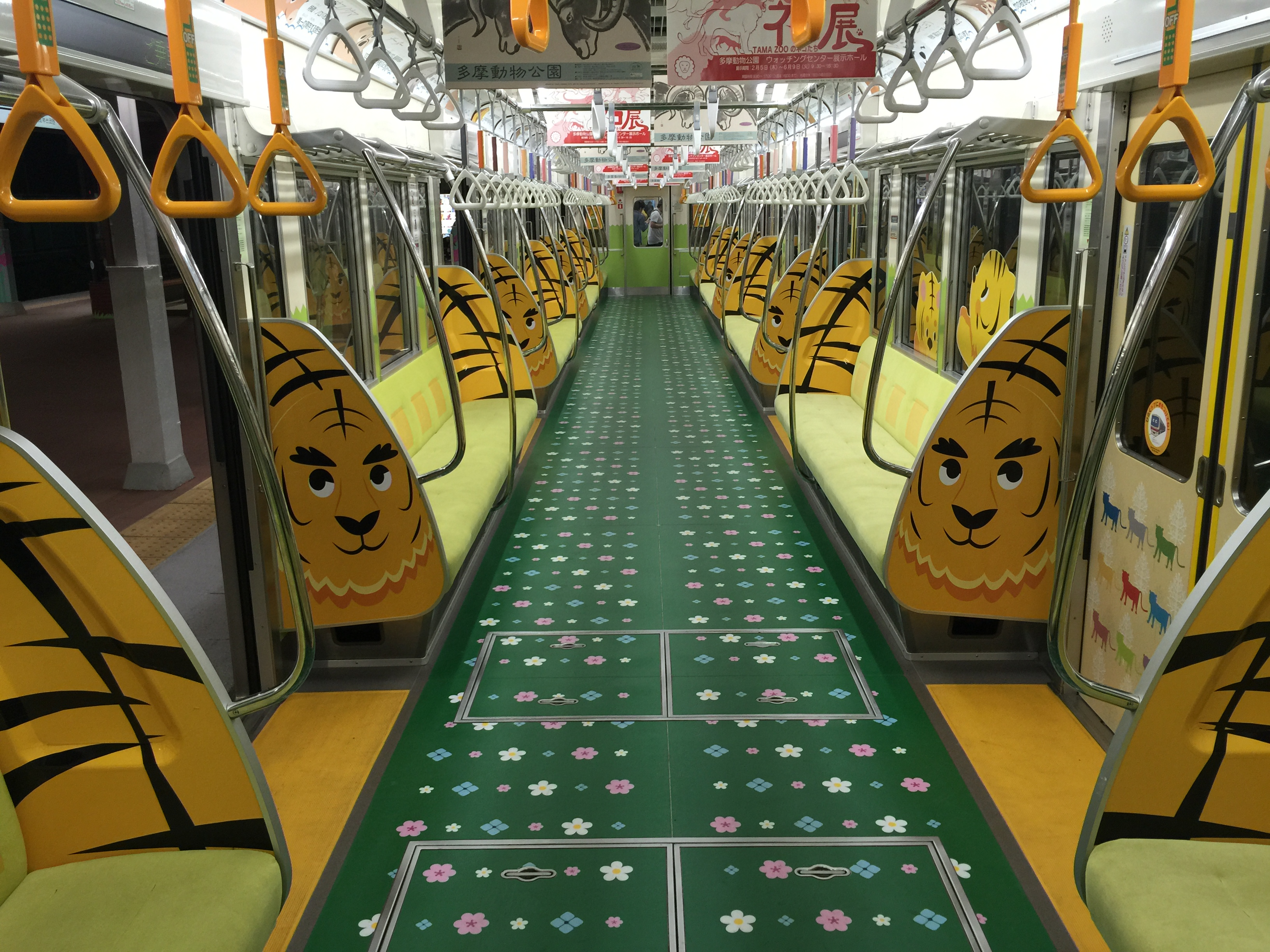
2代目「Tama zoo Train」に追加された車内装飾（トラ） 7000系7801F（2015年、高幡不動駅にて）
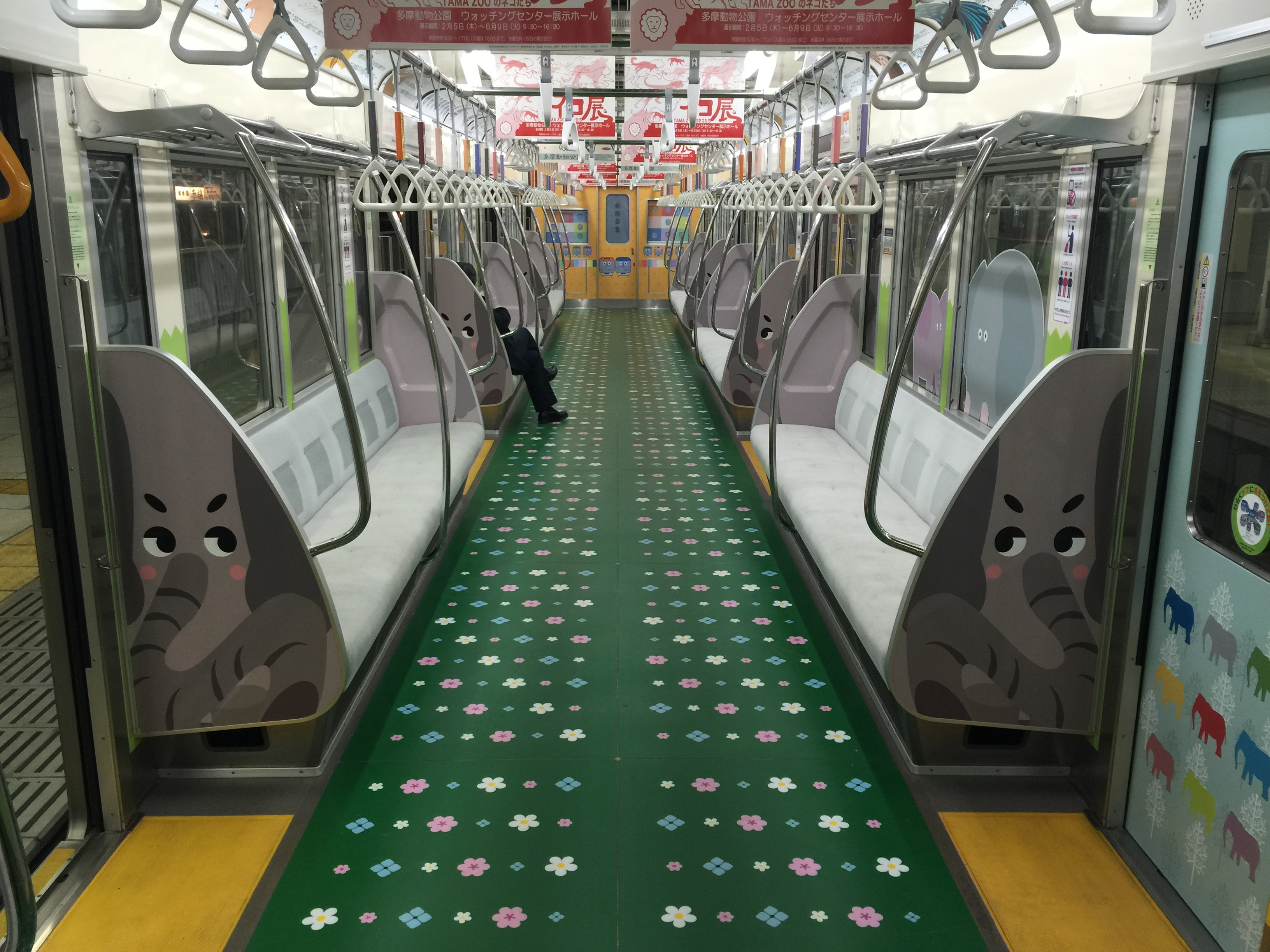
2代目「Tama zoo Train」に追加された車内装飾（ゾウ） 7000系7801F（2015年、高幡不動駅にて）
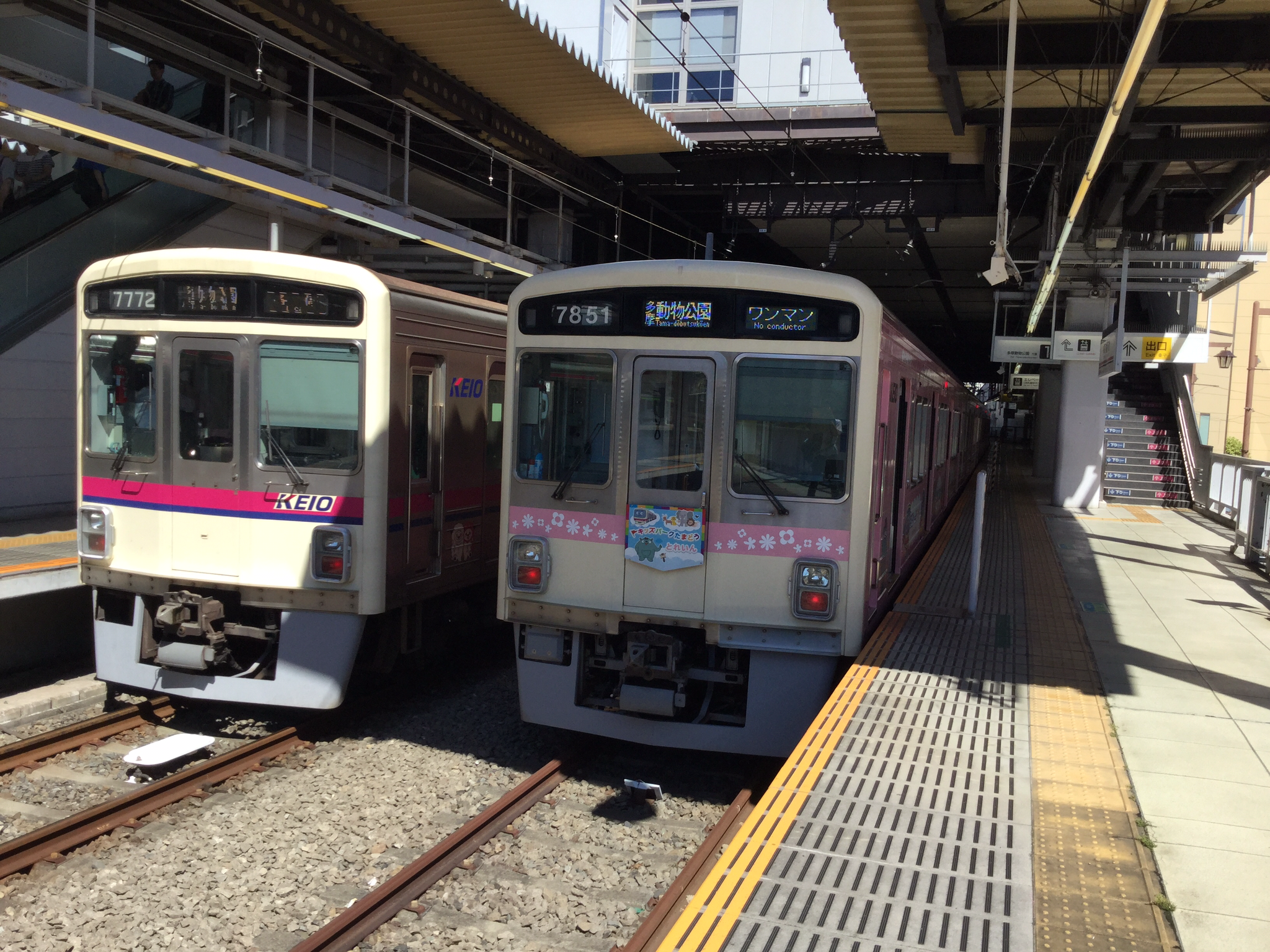
「キッズパークたまどうとれいん」ラッピング（右） ヘッドマークを装着する 7000系7801F（2019年、高幡不動駅にて）

## 駅一覧
- 設定種別による停車駅の違いがないため、停車駅は省略している。
- 全駅東京都日野市内に所在。
- 駅番号は2013年2月22日から順次導入[25]。
- 全区間単線。両駅ともに列車交換は可能。

| 駅番号 | 駅名                                | 累計キロ     | 累計キロ | 接続路線                                                           |
| 駅番号 | 駅名                                | 高幡不動から | 新宿から | 接続路線                                                           |
| ------ | ----------------------------------- | ------------ | -------- | ------------------------------------------------------------------ |
| KO29   | 高幡不動駅                          | 0.0          | 29.7     | 京王電鉄： 京王線 多摩都市モノレール： 多摩都市モノレール線 (TT07) |
| KO47   | 多摩動物公園駅 （京王れーるランド） | 2.0          | 31.7     | 多摩都市モノレール： 多摩都市モノレール線 (TT05)                   |

- 多摩動物公園駅における連絡運輸の取り扱いはない。
- 全区間で多摩都市モノレール線と並走している。なお、同線には途中に程久保駅があるが、当線には設置されていない。